# Fészek Művészklub
A Fészek Művészklub (eredetileg mozaikszó: Festőművészek, Építőművészek, Szobrászok, Zenészek, Énekesek és Komédiások klubja) a budapesti művészvilág 1901-ben alakult klubja, ma közhasznú, országos tevékenységű egyesület, ahol bárki által látogatható irodalmi, zenei, színházi, film- és képzőművészeti rendezvényeket tartanak. A kötetlen társas élethez étterem és vendéglő-borbár is a látogatók rendelkezésére áll. (A korábban itt működő, szintén Fészekként ismert éjszakai zenés klubhelyiség 2014-ben elköltözött.)
Mai székhelye alapításától fogva a VII. kerületben, a Kertész utca 36. és a Dob utca 57. számok alkotta sarkon, a Pesti Nőegylet korábbi leányárvaházában található műemlékileg védett, háromszintes, 3738 m²-es épülete. A közbeszédben gyakran csak a Fészek Klub megnevezést használják, az anyaintézmény nevét rövidítve.
2021-ben Pro Urbe Budapest díjat kapott „Budapest szellemi centrumaként 120 éve betöltött egyedülálló szerepéért, a kulturális örökség továbbvitele, a kortárs művészeti alkotások bemutatása érdekében folytatott pártfogó tevékenységéért”.

## Működése, célja
A hivatásos prózai, zene-, tánc- és artistaművészet minden ágának és formájának nyilvános előadására alkalmas összművészeti befogadó színház és közművelődési központ, egyben a film-, rádió- és televízió-művészet, a fotó-, képző-, ipar- és építőművészet, valamint írók, újságírók és elméleti szakemberek civil szervezete, egyesülete.
Az alapítás szellemében célja, hogy a különböző művészeti ágakban tevékenykedő hivatásos művészek kölcsönös szakmai tájékozódását elősegítve a kötetlen, kulturált társas élet színtere, az értelmiséggel klubkeretek közötti szellemi kapcsolattartás kulturális központja legyen, ahol a művészek a házigazdák. Ezért előadásokat, vitákat, ankétokat, bemutatókat, műsoros esteket, kiállításokat, film- és videovetítéseket stb. rendez; művészeti szakkönyvtárat tart fenn; otthont ad a művészeti szövetségek és a művészeti közélet különböző hazai és nemzetközi megnyilvánulásainak. Tartalmilag összművészetek terén a mindenkori progresszív kortárs alkotásoknak bemutató színtere, ifjú művészek és a már elismertek legújabb vagy csak náluk látható-hallható kezdeményezéseinek megmutatkozási bázisa: évente 1000 körüli rendezvényén átlag 120 000 látogatóval, amelyhez járul rendezvényeinek rádiós és televíziós sugárzása a közmédiákban.

## Története
A Fészek 1901-ben a művészek közadakozásából létesült a legkülönbözőbb művészeti ágakban tevékenykedő hivatásos művészek összefogására, alkotó szellemű eszmecseréjére, művészi és emberi kapcsolatuk szolgálatára. Az első alapszabály szerinti célja „a művészek társas érintkezésének előmozdítása, hogy az eddig szétszórt csoportok egy közös, meleg fészekben találkozhassanak, s ott együttes érintkezés és termékenyítő eszmecsere útján a művészetnek szolgálhassanak. Ez az intim belső kapocs adja meg az egyesületnek erkölcsi súlyát kifelé is.”

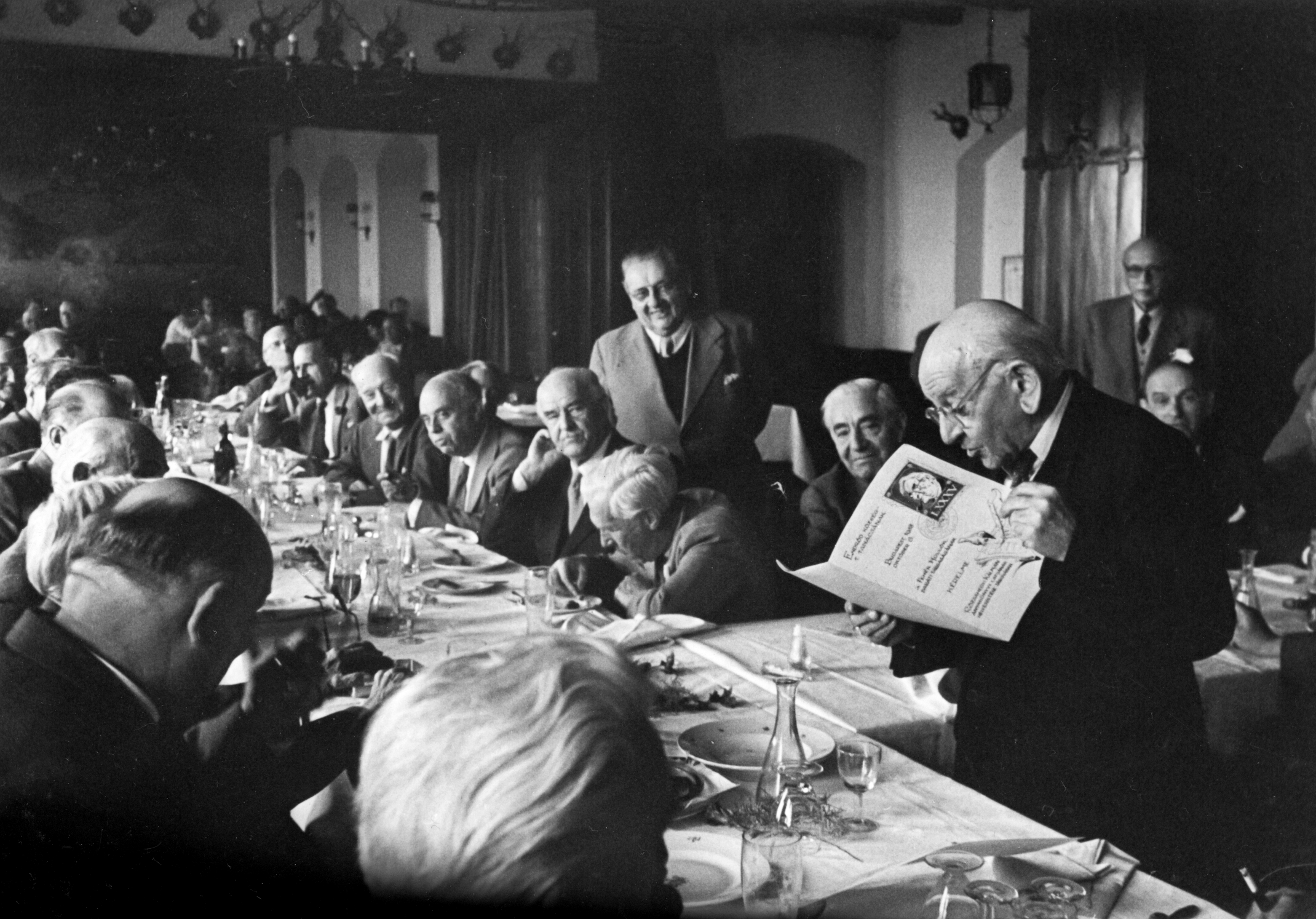
Fészek Klub. A felvétel a Fehér Hollók Baráti Társaság ünnepi összejövetelén, Rózsahegyi Kálmán 85. születésnapján készült

Az alapító művészek – köztük Benczúr Gyula festő, Bródy Sándor író, Csortos Gyula színész, Fadrusz János szobrász, Fényes Adolf festő, Góth Sándor színész, Hegedűs Gyula színész, Heltai Jenő író, Hubay Jenő zeneszerző, Kacsóh Pongrác zeneszerző, Kernstok Károly festő, Lechner Ödön építész, Molnár Ferenc író, Ódry Árpád színész, Pethes Imre színész, Rippl-Rónai József festő, Rózsahegyi Kálmán színész, Strobl Alajos szobrász, Szinyei Merse Pál festő, Újházi Ede színész és Vaszary János festő – 1901. április 6-án a Drexler Kávéházban tartották első rendkívüli közgyűlésüket, ahol Zilahy Gyula színész javaslatára elfogadták a klub nevét is. 1901. szeptember 7-én vették birtokba „örökös” székhelyüket Budapesten, a Kertész utca 36. alatt.
A következő évtizedekben a Fészek a művészek és a művészet centruma lett, s egyben találkozóhelye a bank- és gyáripar, a diplomáciai testület, a politikai és kulturális élet prominenseinek, akik közül különösen a kulturális tárca az anyagi működtetéséhez is jelentősen hozzájárult.
1945 januárjában a gettó sarkán álló épületet több bomba és belövés érte, ami miatt használhatatlanná vált. A tagok saját finanszírozással állították helyre a klubházukat.
1950-ben jogtalanul (burzsoá találkozóhelynek címkézve) államosították, de a rendszerváltásig a kulturális tárca alá is tartozva a működési feltételei biztosítottak voltak. Önállósága és államosított épülete 1989-es visszaszerzésével egy időben fenntartó támogatása megszűnt, önfenntartásra kényszerült.

## Művészeti szakkönyvtára és a Fészek Galéria
Az 1920 óta működő olvasóterem az 1950-es évek végétől, Molnár Éva vezetése alatt művészeti szakkönyvtárrá fejlődött. Feladata, hogy a különböző művészeti ágak művelőinek egyrészt kultúrhistóriai értékű kortörténeti ismeretanyagot biztosítson, másrészt a kortárs művészeteknek a világban végbemenő eredményeiről, jelenségeiről tudósítson, így a könyvtárban filmeseknek, tévéseknek, képzőművészeknek, díszlet-, jelmeztervezőknek nyújtson munkásságukhoz dokumentációt.
1965 óta külön helyiséget tartanak fenn kortárs képzőművészek kiállításainak megrendezése céljából, amelyet 1981 óta Fészek Galériának neveznek.

## Vezetősége
A Fészek Művészklubnak 1970-től igazgatóhelyettese, 1972-től igazgatója, 1990-től 2022-ig pedig ötévenként választott igazgató-főtitkára Galambos Tibor koreográfus volt, aki a kb. 40 fős választmánnyal és a felügyelőbizottsággal vezette az intézményt.

### Válogatott irodalomjegyzék
- A „Fészek” művészek klubjának tagnévjegyzéke (Budapest : Thália-Kultúra, 1929–1930)
- Lovászy Károly: A Fészek verseskönyve (Budapest : [Igazság Ny.], 1947)
- Az újjáépített „Fészek” hároméves jubileuma (Budapest : Hungária Ny., 1948)
- Demeter Imre (szerk.), Balassa Imre, Bálint Lajos, Boross Elemér, Diósy Antal, Farkas Imre, Feiks Jenő, Ferenczy György, Heltai Jenő, Herman Lipót, Illés Béla, Illés István, Kálmán Jenő, Kellér Dezső, Kisfaludi Strobl Zsigmond, Kunffy Lajos, Lengyel Géza, Lengyel István, Lovászy Károly, Móricz Zsigmond, Péterfi István, Rideg Sándor, Ruttkai Éva, Stella Adorján, Székely Mihály, Szekula Jenő, Szendrő József, Szép Ernő, Tersánszky J. Jenő, Tolnay Ákos, Vidor Gyula (szerzők): A Fészek – Emlékkönyv a Fészek Klub alapításának 60. évfordulójára (Budapest : Gondolat, 1962)
- Fészek program / Művészeti Szakszervezetek Szövetsége Fészek Művészklub (Budapest : Művészeti Szakszervezetek Szövetsége, Fészek Művészklub, [19]76–[19]89)
- [Írták: Balassa Imre… et al., szerk.: Demeter Imre, illusztrálták: Diósy Antal… et al.] A Fészek – Emlékkönyv a Fészek Művészklub alapításának 75. évfordulójára. Bőv. kiad. [A minikiadás bővítését Galambos Tibor végezte] (Budapest : Gondolat, 1976, cop. 1962)
- Kalmár Tibor: A humor háza : a Fészek Művészklub nagy mesélői ([Budapest] : Kossuth, cop. 2013)
- … továbbá több kiadvány a Fészek Galéria kapcsán (l. mindezeket az OSZK katalógusában)